# Klaus Holaschke
Klaus Holaschke (* 28. November 1962 in Sinsheim) ist ein deutscher Politiker und parteiloser Oberbürgermeister der großen Kreisstadt Eppingen.

## Leben
Geboren in Sinsheim wuchs er in dem Dorf Stebbach auf. Sein Abitur absolvierte er am Hartmanni-Gymnasium Eppingen.
Er ist verheiratet und dreifacher Familienvater.

## Politischer Werdegang
Nach seinem Studium war er als Diplom-Verwaltungswirt in verschiedenen Gemeinden als Stadtkämmerer in verantwortlicher Position auf kommunaler Ebene tätig. Im Jahr 1999 wählte der Gemeinderat Eppingen Holaschke zum Fachbeamten für das Finanzwesen der Stadt Eppingen. Dieses Amt bemannte er bis zur Erstwahl zum Oberbürgermeister im Jahr 2004, welche er mit insgesamt 5033 Stimmen gewann. Er wurde am 1. April 2004 ins Amt eingesetzt.
Im Jahr 2012 wurde Holaschke erneut gewählt. Ohne Gegenkandidat erzielte er ein Wahlergebnis von 98,82 % der Stimmen bei einer Wahlbeteiligung von 34,67 %.
Am 26. Januar 2020 wurde er bei 32,27 % Wahlbeteiligung mit 98,62 % der Stimmen für eine dritte Amtszeit wiedergewählt.